# Prophantis smaragdina
Prophantis smaragdina là một loài bướm đêm trong họ Crambidae.